# Rubensstraße 6 (München)

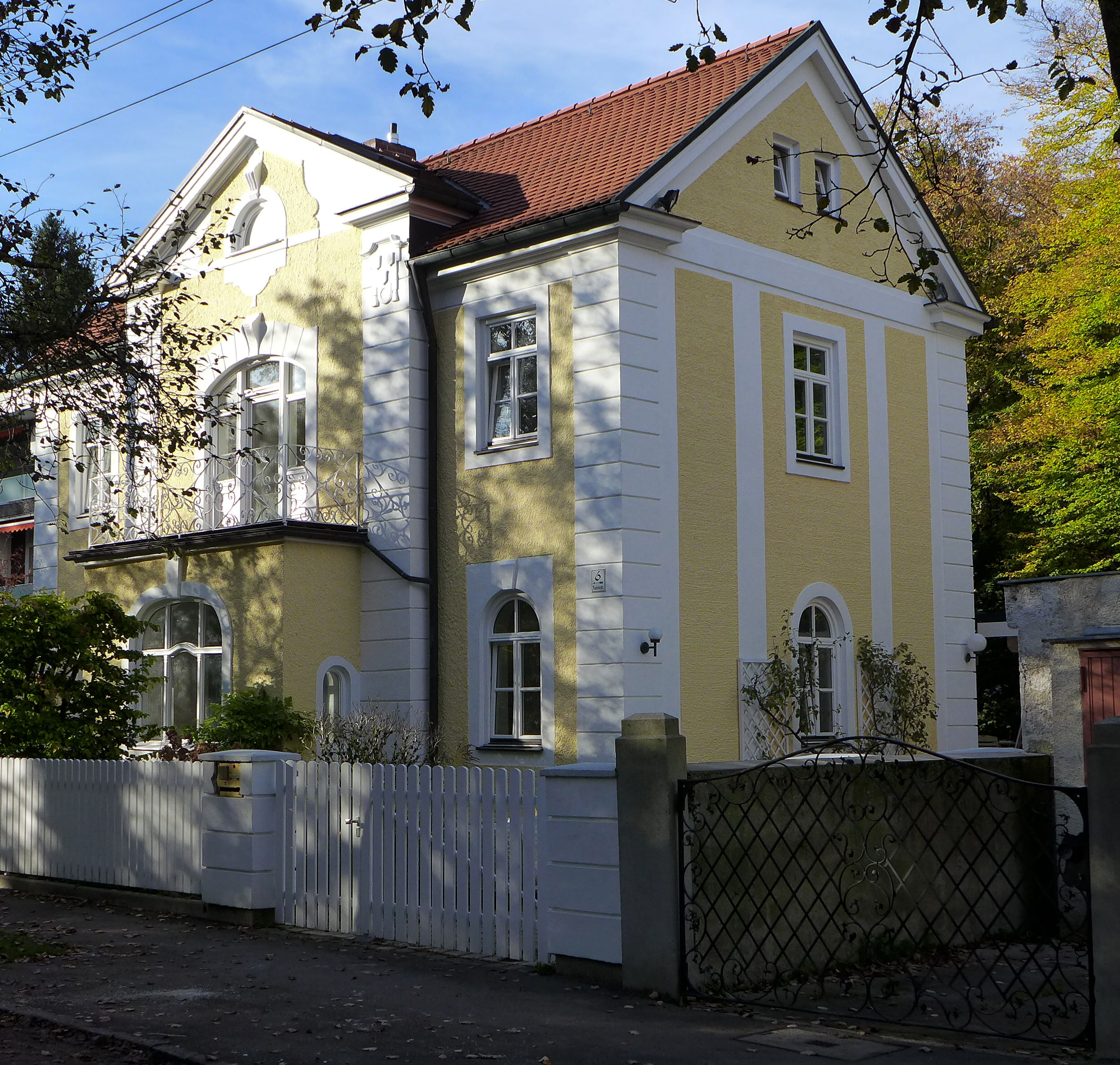
Haus Rubensstraße 6 in Obermenzing

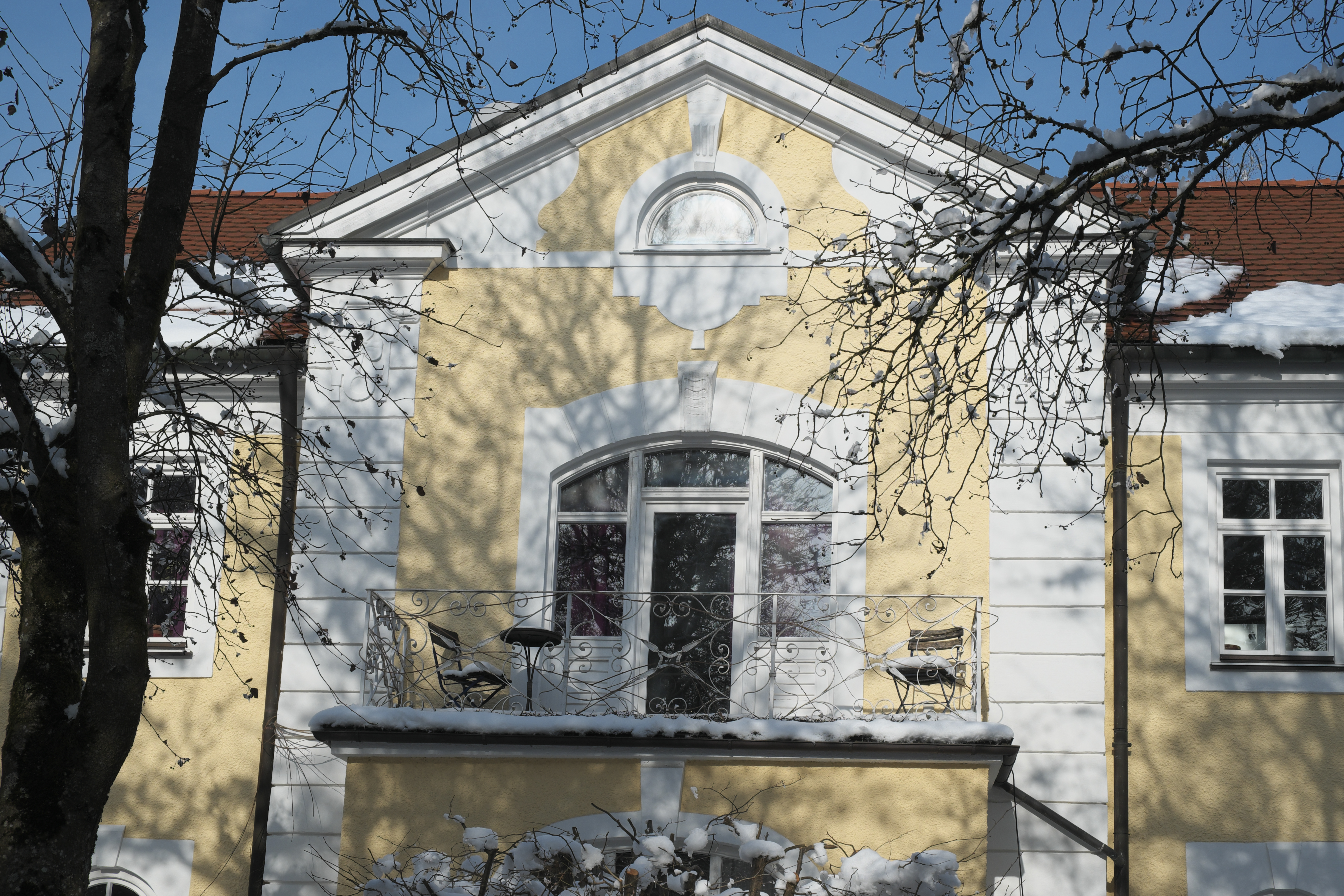
Frontonrisalit

Das Wohnhaus Rubensstraße 6 im Stadtteil Obermenzing der bayerischen Landeshauptstadt München wurde um 1897 errichtet. Die Villa an der Rubensstraße, die zur Villenkolonie Pasing II gehört, ist ein geschütztes Baudenkmal.
Die Villa in barockisierender Form wurde vom Büro August Exter entworfen. Das Haus, das zur Frühbebauung der Straße gehört, wurde mit geänderter Fassade noch einmal als Nr. 3 der Straße gebaut. Der traufseitige Satteldachbau mit mittlerem Frontonrisalit mit Erdgeschosserker wird durch eine Stuckgliederung monumentalisiert.